# Mountain Meadows-i mészárlás
A Mountain Meadows-i mészárlás (1857. szeptember 7–11.) a utahi háború alatt történt támadások sorozata, amely a Baker–Fancher emigráns vagonvonat legalább 120 tagjának tömeges meggyilkolásához vezetett.
A kutatók közt vita tárgya, hogy a mormonizmus felső vezetése, beleértve Brigham Youngot is, közvetlenül szította-e a mészárlást, vagy csak a dél-utah-i helyi vezetőt terheli a felelősség.

## Története
Tragikus eset történt Salt Lake City-től majdnem 300 mérföldre délre, 1857. szeptember 11-én.
Hamis vádlók azt állították, hogy a mormonok fellázadtak az Egyesült Államok ellen, ezért az elnök 2500 katonát küldött a “mormon lázadás” leverésére. A hír július 24-én ért Salt Lake City-be. Emiatt háborús “hisztéria” uralkodott Utah-ban, a közelgő szövetségi csapatok miatt. Amikor a mormonok megtudták, hogy egy ilyen csapat közeleg, George A. Smith, aki a déli településekért volt felelős, Dél-Utah-ba ment, hogy mozgósítsa a csapatokat és háborús készültségbe helyezze a területet.
Ebben az időben egy emigráns csoport (arkansas-i családok és egy csoport lovas, akik Missouri Vadmacskáknak hívták magukat) Közép-Utah-on utaztak keresztül. A déli utat választották Kaliforniába az időjárás miatt. Mivel Utah statárium alatt volt, a társaság nem tudott gabonát és más ellátmányt venni. Néhány utazó lopott a helyi farmerektől. Néhányuk dicsekedett, hogy részt vett a Haun-malmi mészárlásban, Joseph Smith meggyilkolásában, és a csőcselék más mormonellenes akcióiban. Néhány telepes  kapcsolatot látott az arkansas-i csoport és a nemrégen abban az államban brutálisan meggyilkolt Elder Parley P. Pratt gyilkosai között. A szentek közül néhányan azt gondolták, hogy ez a társaság a szövetségi csapatok felderítői vagy kémei.
A Dél-Utah-i indián probléma még jobban bonyolította a helyzetet. Az indiánok a “Mericats”-ekkel (Utah-on átutazó amerikaiak) teljesen bizalmatlanok voltak, de a “Mormonee”-kat többnyire kedvelték. A lehetősége azonban annak is fennállt, hogy az indiánok a mormon telepesek ellen forduljanak.
1857. szeptember 7-én kedden egy indián csapat megtámadta az emigránsokat, akik 35 mérföldre táboroztak Cedar városától, Mountain Meadows-nál. Az emigránsok jól fel voltak fegyverezve és az indiánok kénytelenek voltak visszavonulni.
Ezalatt Cedar lakói összegyűltek, hogy mitévők legyenek az emigránsokkal kapcsolatban. Néhányan hirtelen felindulásukban az elpusztításukat javasolták. Attól féltek, hogy az emigránsok csatlakozhatnak egy kaliforniai sereghez és a szentek ellen fognak harcolni, amint azzal nyilvánosan is fenyegetőztek. Azt határozták, hogy futárt küldenek, James Haslam-ot, hogy Brighan Young próféta tanácsát kérjék. Kevés pihenéssel és alvással Haslam 3 nap alatt ért Salt Lake City-be, és kapott egy levelet Young elnöktől, amiben sürgette a szenteket, hogy hagyják az emigránsokat békében elmenni. Amikor Haslam elindult Salt Lake City-ből, Brigham hangsúlyozta neki, hogy “Menj lóhalálában … Menjenek el szabadon és zavartalanul.” Haslam Cedarba sietett, de csak 2 nappal a tragédia után, szeptember 13-án vasárnap érkezett meg.
John D. Lee, akit Brigham Young nevezett ki “Indián Farmer”-nek, Jacob Hamblin indián felügyelő távolléte esetére, elment lecsendesíteni az indiánokat. Az indián táborba röviddel az első, emigránsokkal való összetűzés után érkezett. Az indiánok nagyon izgatottak voltak, és Lee így veszélyes helyzetbe került, mert egyedül volt fehér az indiánok között. Végül meggyőzte az indiánokat, hogy bosszút állhatnak, és ezután hagyták elmenni.
Később aznap éjjel még több indián érkezett a táborba néhány fehér emberrel Cedarból. Az éjszaka alatt ördögi tervet agyaltak ki, részben azért, hogy kibékítsék a dühös indiánokat. A következő nap reggel, szeptember 11-én, a fehérek védelmet ígértek az emigránsoknak, ha leteszik a fegyvereiket. Az Iron megyei polgárőrség tagjai, helyi vezetőik parancsára, megölték a férfiakat, az indiánok levágták a nőket és az idősebb gyerekeket, körülbelül 120 embert összesen. Csak 18 gyermeket kíméltek meg, akik később kormányzati segítséggel visszatértek rokonaikhoz Keletre.
A halottakat eltemették és megegyeztek, hogy a mészárlással az indiánokat fogják vádolni. Több mint 2 héttel a tragédia után, John D. Lee Sal-ott Lake City-be küldték, hogy beszámoljon a történtekről Young elnöknek. Lee az indiánokat vádolta, ahogy előbb megegyeztek. Brighan Young később megtudta, hogy az Iron megyei polgárőrség tagjai részvételével történt az eset. Brigham Young felajánlotta Alfred Cumming kormányzónak teljes támogatását egy nyomozásban, de akkoriban semmi sem történt, mert a mormonok bocsánatot kértek az összes állítólagos bűntettért, ami kapcsolatban volt a utah-i háborúval.
A következő 2 évtizedben rémhírek és vádaskodások keringtek, és végül az ügy az 1870-es években került bíróság elé. John D. Lee volt a kulcsszereplő, de bizonyára nem az egyedüli hivatalnok, aki felelős volt a tettért. Ő volt az egyetlen utolsó napi szent akit ebben az ügyben vádoltak. Lee kétszer volt bíróság előtt. Az első esetben a szavazatok megoszlása miatt határozatképtelen volt az esküdtszék. Lee-t végül elítélték 1877 szeptemberében, és egy évvel később Montain Meadows-nál kivégezték.

## Az összes megölt ember és a mészárlás túlélőinek listája

### A megölt gyermekek és 18 év alatti fiatalok listája
| Utónév          | Családnév | Életkor | Utónév        | Családnév | Életkor |
| --------------- | --------- | ------- | ------------- | --------- | ------- |
| Mary Lovina     | Baker     | 7 éves  | America Jane  | Dunlap    | 7 éves  |
| Melissa Ann     | Beller    | 14 éves | William       | Fancher   | 17 éves |
| David W.        | Beller    | 12 éves | Mary          | Fancher   | 15 éves |
| Henry           | Cameron   | 16 éves | Thomas        | Fancher   | 14 éves |
| James           | Cameron   | 14 éves | Martha        | Fancher   | 10 éves |
| Martha          | Cameron   | 11 éves | Sarah G.      | Fancher   | 8 éves  |
| Larkin          | Cameron   | 8 éves  | Margaret A.   | Fancher   | 8 éves  |
| Nancy           | Cameron   | 12 éves | John          | Huff      | 14 éves |
| Nancy M.        | Dunlap    | 16 éves | William C.    | Huff      | 13 éves |
| James D.        | Dunlap    | 14 éves | Mary E.       | Huff      | 11 éves |
| Lucinda         | Dunlap    | 12 éves | James K.      | Huff      | 8 éves  |
| Susannah        | Dunlap    | 12 éves | (unbekannt)   | Huff      | 6 éves  |
| Margarette      | Dunlap    | 11 éves | Sophronia     | Jones     | 4 éves  |
| Mary Ann        | Dunlap    | 9 éves  | James William | Miller    | 9 éves  |
| Thomas Jesse    | Dunlap    | 17 éves | John          | Mitchell  | (Kind)  |
| John H.         | Dunlap    | 16 éves | Matilda       | Tackitt   | 16 éves |
| Mary Ann        | Dunlap    | 13 éves | James M.      | Tackitt   | 14 éves |
| Talitha Emaline | Dunlap    | 11 éves | Jones M.      | Tackitt   | 12 éves |
| Nancy           | Dunlap    | 9 éves  |               |           |         |

### A meggyilkolt 18 éves és annál idősebb nők listája
| Utónév           | Családnév    | Életkor | Utónév         | Családnév      | Életkor |
| ---------------- | ------------ | ------- | -------------- | -------------- | ------- |
| Manerva A. Bella | Baker        | 25 éves | Eloah Angeline | Tackitt Jones  | 26 éves |
| Martha           | Cameron      | 51 éves | Matilda        | Cameron Miller | 26 éves |
| Mary Wharton     | Dunlap       | 39 éves | Sarah C.       | Baker Mitchell | 21 éves |
| Ellender         | Dunlap       | 18 éves | Cynthia        | Tackitt        | 49 éves |
| Eliza Ingram     | Fancher      | 42 éves | Marion         | Tackitt        | 20 éves |
| Saleta Ann       | (Brown) Huff | 36 éves | Amilda         | Miller Tackitt | 22 éves |
| Elisha           | Huff         | ( ? )   |                |                |         |

### A megölt 18 éven felüli férfiak listája
| Utónév            | Családnév  | Életkor | Utónév          | Családnév | Életkor |
| ----------------- | ---------- | ------- | --------------- | --------- | ------- |
| William Aden      | Allen      | 51 éves | Robert          | Fancher   | 19 éves |
| George Washington | Baker      | 57 éves | John Milum      | Jones     | 32 éves |
| John Twitty       | Baker      | 52 éves | Newton          | Jones     | 23 éves |
| Abel              | Baker      | 19 éves | Lawson A.       | McIntire  | 21 éves |
| John              | Beach      | 21 éves | Josiah (Joseph) | Miller    | 30 éves |
| William           | Cameron    | 51 éves | Charles R.      | Mitchell  | 25 éves |
| Tillman           | Cameron    | 21 éves | John D.         | Mitchell  | 23 éves |
| Isom              | Cameron    | 18 éves | John            | Prewitt   | 20 éves |
| Allen P.          | Deshazo    | 20 éves | William         | Prewitt   | 18 éves |
| Jesse             | Dunlap Jr. | 39 éves | Milum L.        | Rush      | 28 éves |
| Lorenzo Law       | Dunlap     | 49 éves | Se(a)bron       | Tackitt   | 18 éves |
| William M.        | Eaton      | ( ? )   | Pleasant        | Tackitt   | 25 éves |
| Silas             | Edwards    | 26 éves | Richard         | Wilson    | ( ? )   |
| Alexander         | Fancher    | 45 éves | Solomon R.      | Wood      | 20 éves |
| James Matthew     | Fancher    | 25 éves | William         | Wood      | 26 éves |

### A túlélő gyermekek listája

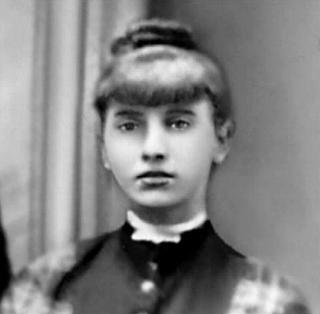
Nancy SephronaHuff 1875 körül, a mészárlás egyik túlélője

| Utónév                   | Családnév | Életkor    | Utónév         | Családnév | Életkor    |
| ------------------------ | --------- | ---------- | -------------- | --------- | ---------- |
| Mary Elizabeth           | Baker     | 5 éves     | Triphenia D.   | Fancher   | 22 hónapos |
| Sarah Frances            | Baker     | 3 éves     | Nancy Saphrona | Huff      | 4 éves     |
| William Twitty           | Baker     | 9 hónapos  | Felix Marion   | Jones     | 18 hónapos |
| Georgia Ann              | Dunlap    | 18 hónapos | John Calvin    | Miller    | 6 éves     |
| Louisa                   | Dunlap    | 4 éves     | Joseph         | Miller    | 1 éves     |
| Prudence Angeline        | Dunlap    | 5 éves     | Mary           | Miller    | 4 éves     |
| Rebecca J.               | Dunlap    | 6 éves     | Emberson Milum | Tackitt   | 4 éves     |
| Sarah E.                 | Dunlap    | 1 éves     | William Henry  | Tackitt   | 19 hónapos |
| Christopher “Kit” Carson | Fancher   | 5 éves     |                |           |            |